# Härnösand
Härnösand o Hernosandia en español tradicional y hoy día en desuso, es una localidad y capital del municipio homónimo y de la provincia de Västernorrland, Suecia.

## Historia
Härnösand es probablemente más conocida por su historia como una ciudad grande y un puerto importante, que cuenta con hermosos paisajes.
Härnösand también tiene una catedral con la sede del obispo, siendo el centro de la Diócesis de Härnösand creada en 1647.

## Residente notables
- Alfhild Agrell, escritora y dramaturga.
- Anders Jonas Ångström, físico.
- Albert Atterberg, químico.
- Bo Holmberg, político.
- Carl Gustaf Nordin, estadista.
- Lubbe Nordström, escritor y poeta.
- Frideborg Winblad, educador y administrador.
- Lena Endre, actriz.
- Lasse Lindh, músico.

## Galería

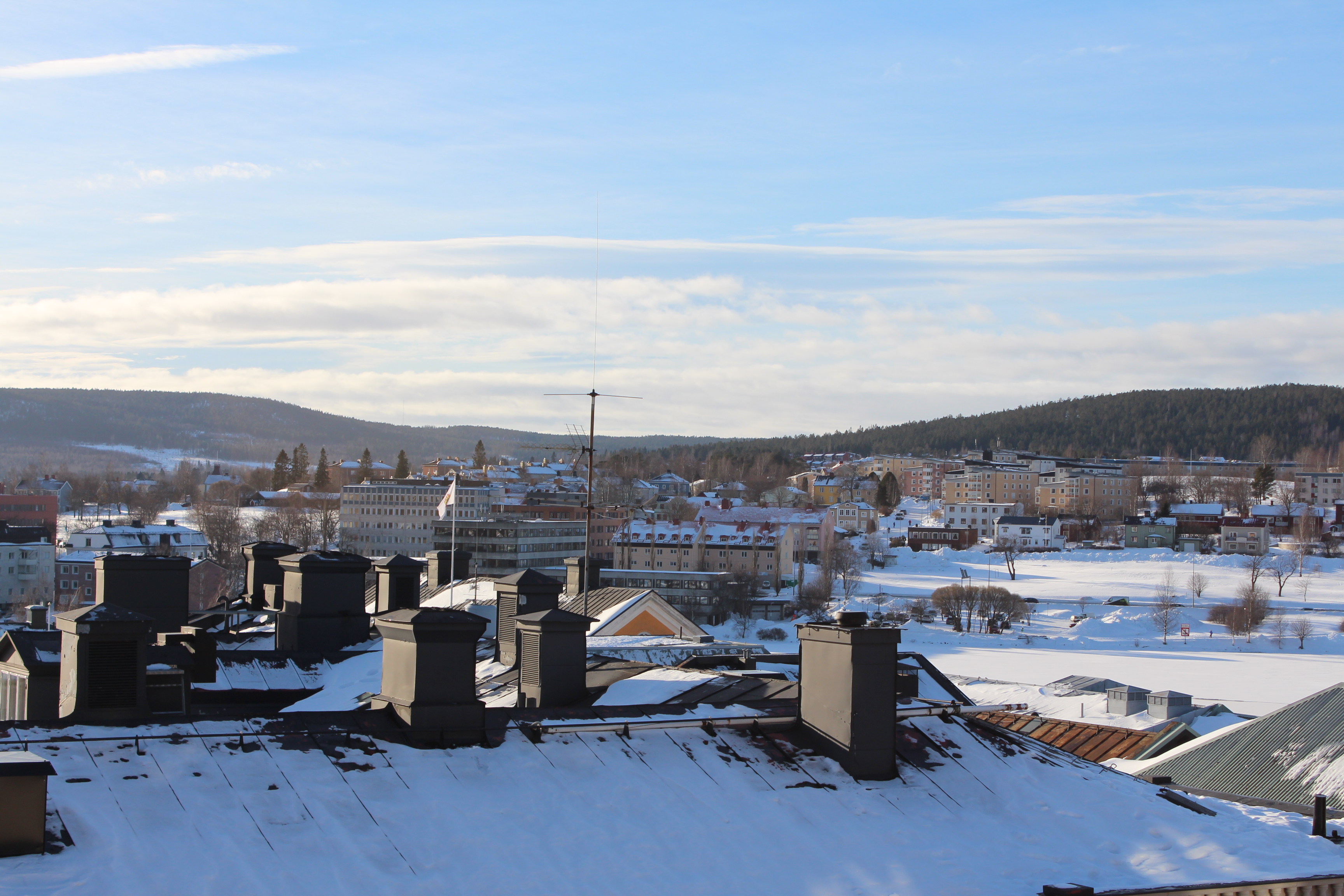
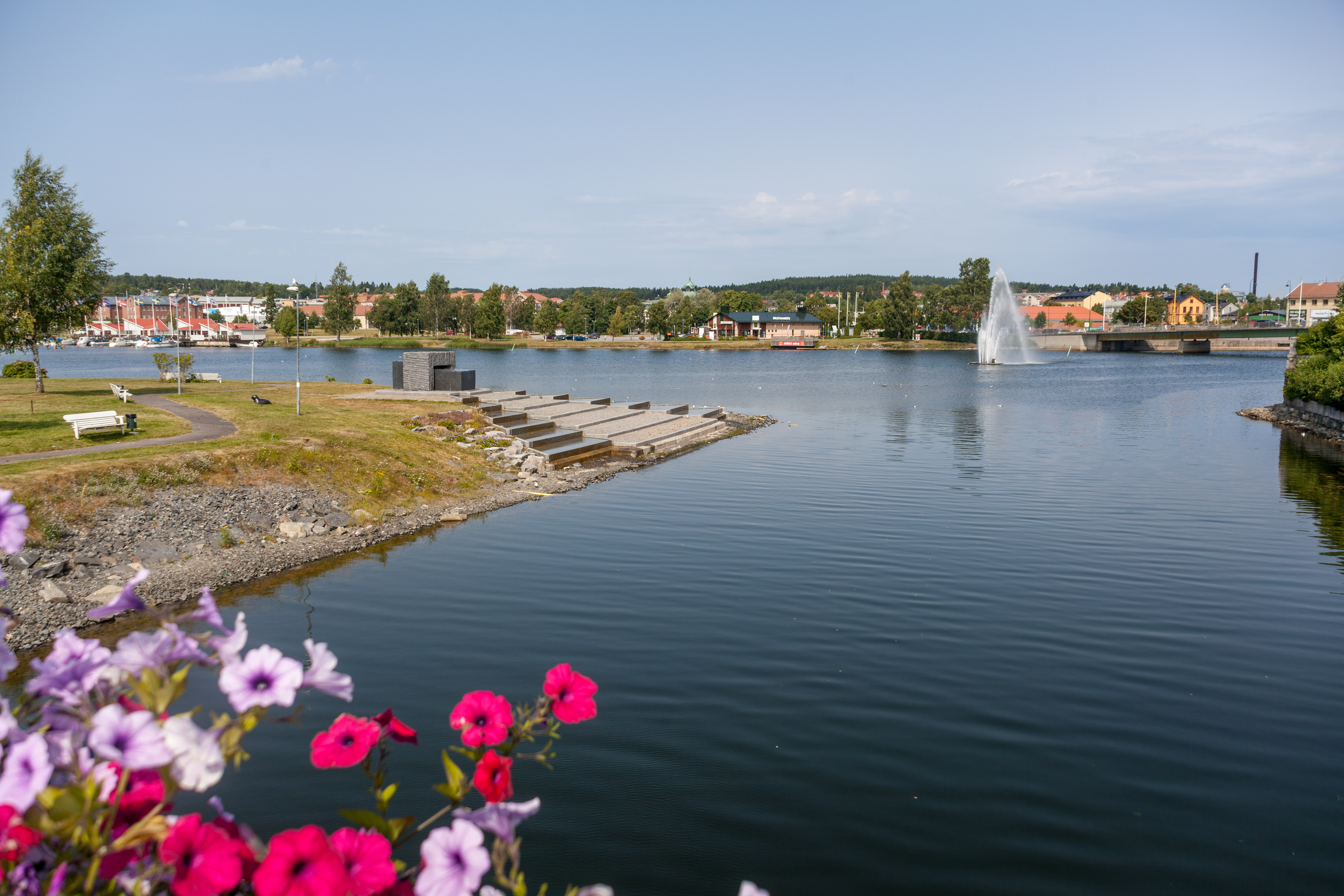
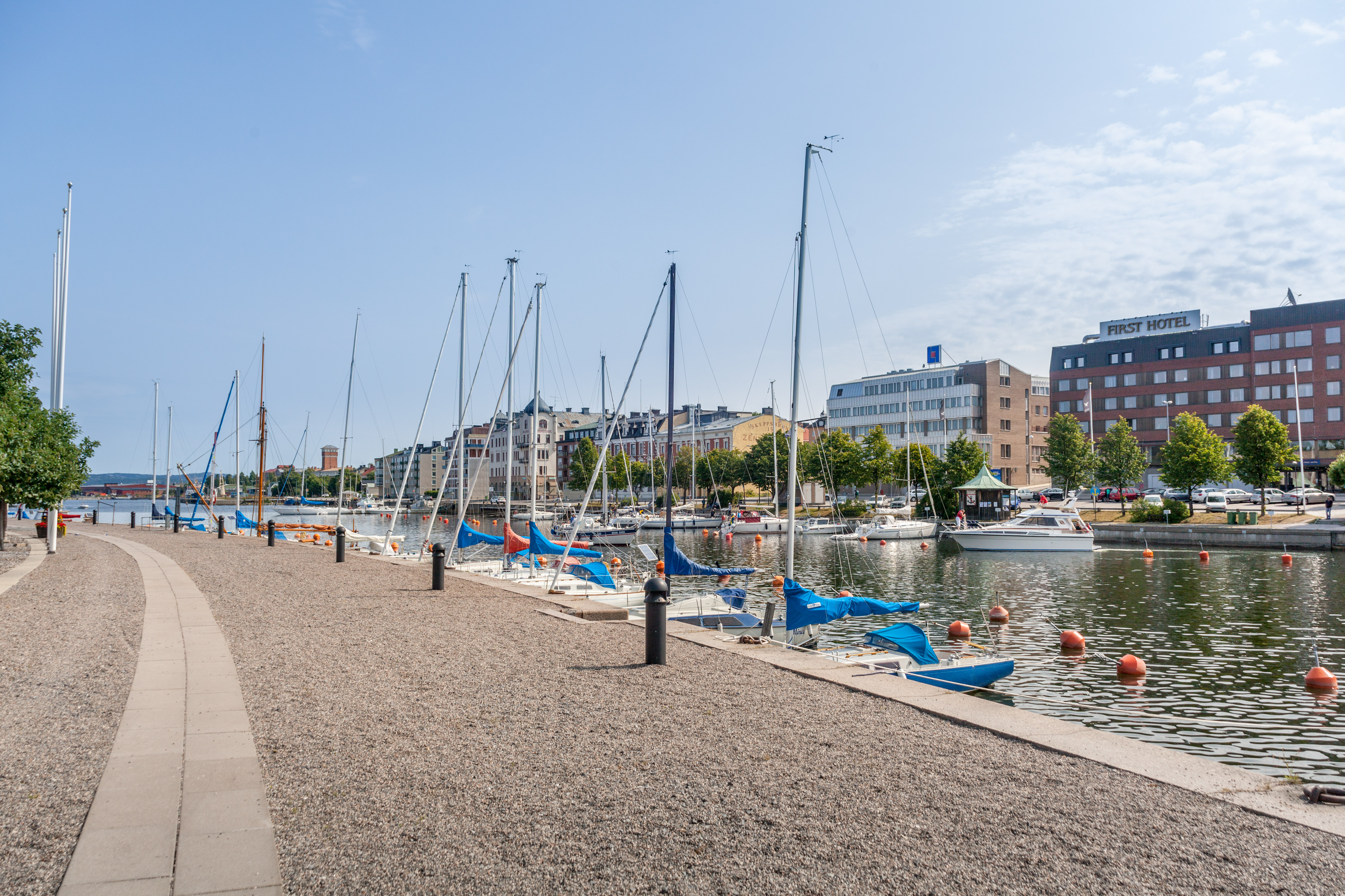
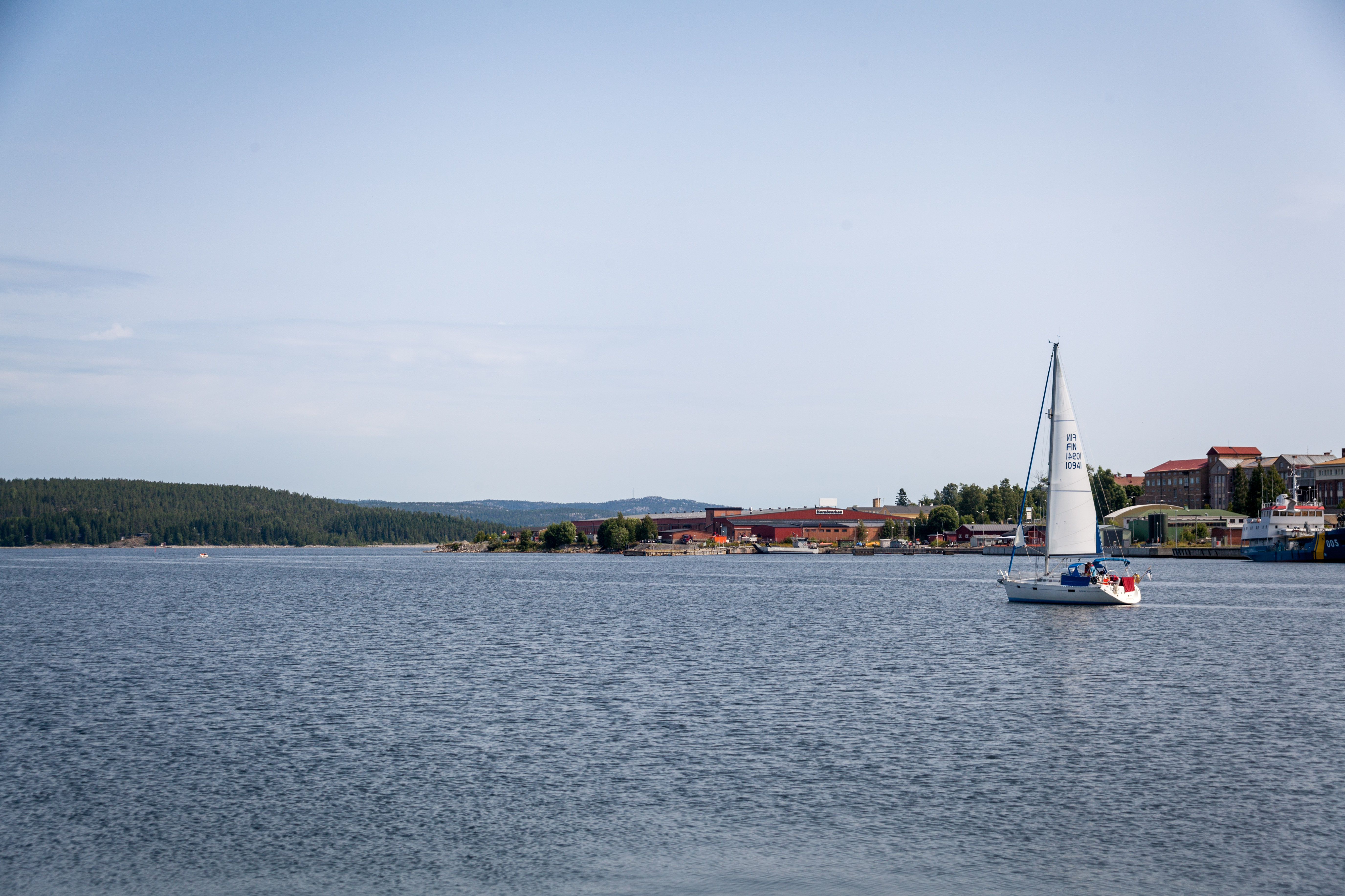
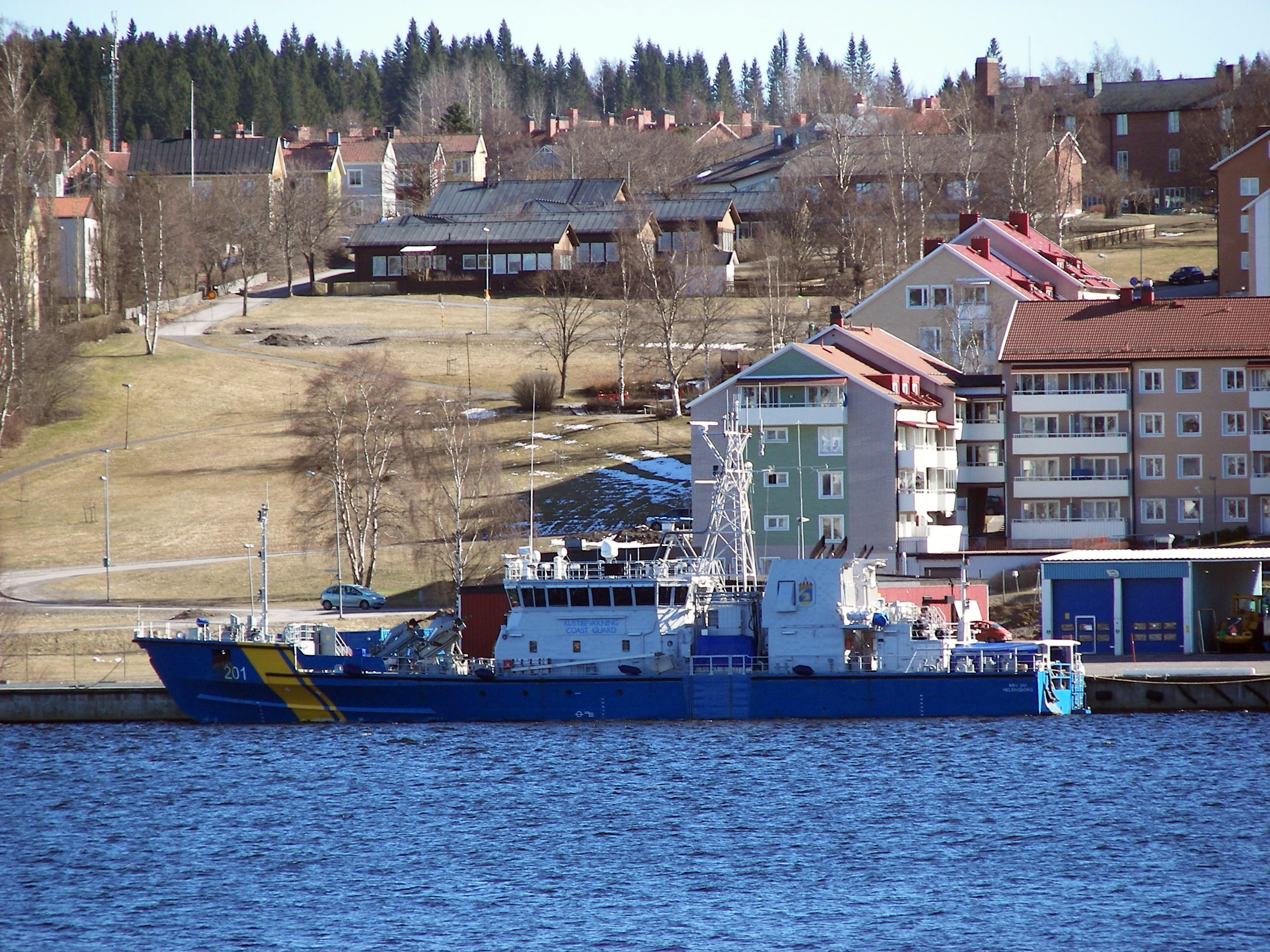
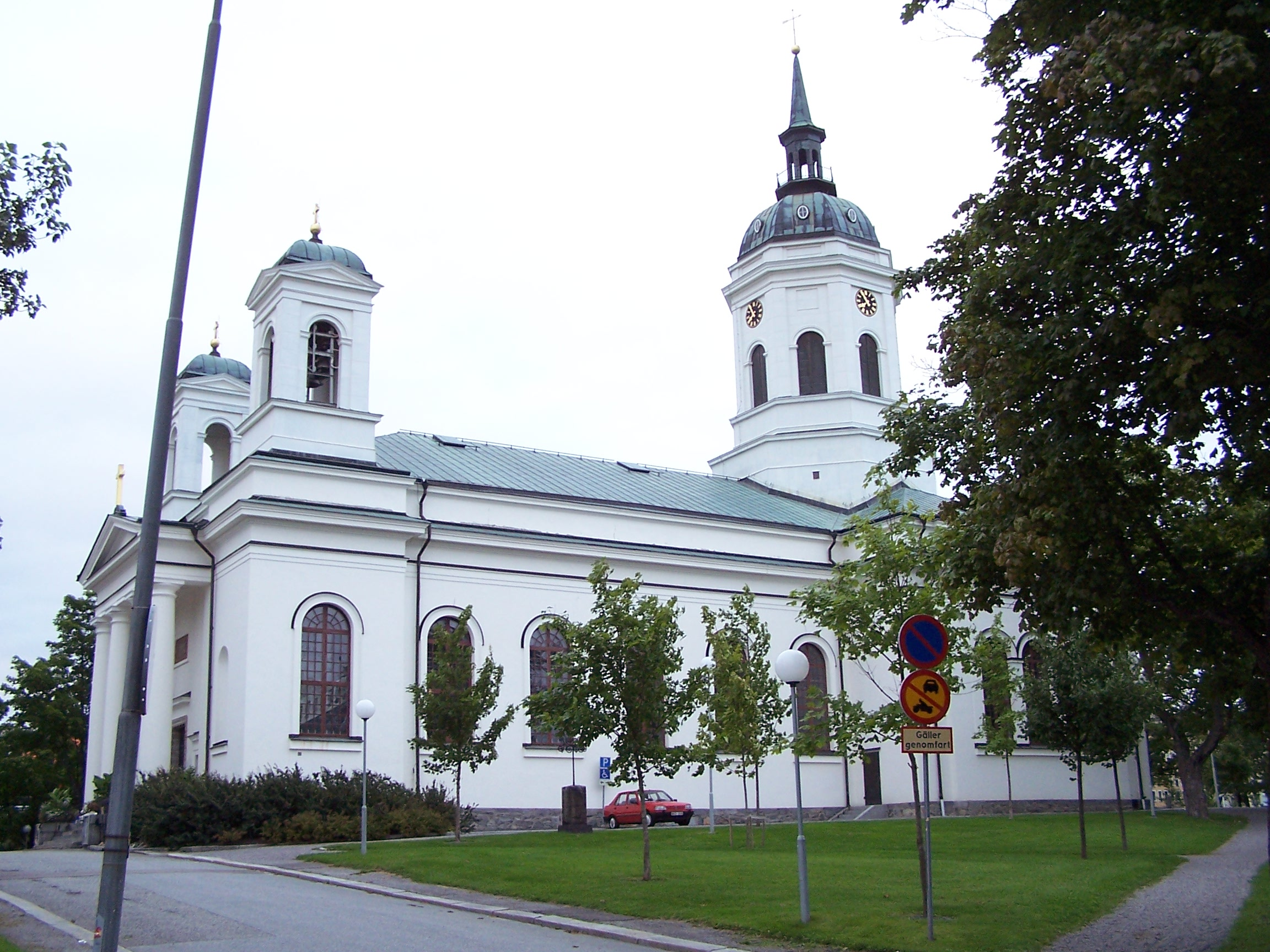
Catedral de Härnösand